# المجلس الأعلى للشباب والرياضة (فلسطين)
المجلس الأعلى للشباب والرياضة في فلسطين قطاع رسمي حكومي، منبثق عن منظمة التحرير الفلسطيية، بدأت فكرة تأسيس المجلس منذ عام 1968، أما التأسيس الرسمي فكان في عام 1974، ويمثل قطاعي الشباب والرياضة في فلسطين والشتات على امتداد العالم، وتتمحور رؤية المجلس على بناء مجتمع فلسطيني ديمقراطي وطني حُر، مُمكن، مُشارك، ولديه الفرص المتكافئة، ويضطلع برسالة قوامها تمثيل "الكل الفلسطيني"، ورسم ومتابعة تنفيذ السياسات، وتوفير البيئة القانونية والبنية التحتية، وتحصين الشباب بمنظومة قيمية وأخلاقية، تعزز الهوية الفلسطينية والانتماء، وصولاً إلى تنمية مستدامة بما لا يتعارض مع القوانين والأنظمة الدولية، استناداً إلى أسس تؤمن بحقوق الإنسان والعدالة الاجتماعية.

## التاريخ
كان التأسيس الرسمي في عام 1974، وكان مقره الرئيسي في الأردن، ثم انتقل إلى لبنان، وهو امتداد طبيعي للعمل الشبابي الفلسطيني المنظم منذ أن قام هذا العمل في فلسطين وخارجها، تغير اسم المجلس الأعلى للشباب والرياضة من وزارة، بموجب التشكيل الوزاري بتاريخ 1 يوليو 1994 إلى هيئة بموجب القرار الرئاسي بتاريخ 16 أبريل 2011 وتم تغير تبعيته من مجلس الوزراء إلى منظمة التحرير الفلسطينية.

## مسؤوليات الإدارات العامة
1. الإدارة العامة للشؤون الشبابية.
2. الإدارة العامة للأندية.
3. الإدارة العامة للشؤون الرياضية.
4. الإدارة العامة للكشافة والمرشدات.
5. الإدارة العامة للمشاريع والمنشآت.
6. مجلس الشتات
7. الإدارات العامة في المجالس الفرعية بالمحافظات الشمالية والجنوبية.

## الأهداف العامة
للمجلس العديد من الأهداف ومنها:
- توفير بيئة قانونية قادرة على تنظيم العمل الشبابي.
- تنمية وتعزيز قيم المواطنة والانتماء والحقوق المدنية للشباب.
- توفير البنية التحتية على الصعدين الشبابي والرياضي.

## الوزراء المسؤولين
- عزمي الشعيبي
- طلال سدر
- علي القواسمي
- جمال الشوبكي
- صلاح التعمري
- صخر بسيسو
- إسماعيل هنية
- باسم نعيم
- تهاني أبو دقة
- جبريل الرجوب

## الموقع الرسمي
- http://hcys.ps/ar